# Bienes privativos
Son bienes privativos o propios, en Derecho de familia, aquellos que en el régimen patrimonial del matrimonio pertenecen exclusivamente a uno de los cónyuges. Comprenden aquellos bienes adquiridos con anterioridad al matrimonio o durante el mismo los recibidos por herencia, legado o donación.
Se contraponen a los bienes gananciales, que son aquellos que pertenecen a ambos cónyuges por haber sido adquiridos durante el matrimonio e integran sociedad de bienes gananciales.

## Determinación
Si bien la determinación de los bienes privativos depende de la legislación de cada país, en general se puede decir que la definición de qué bienes son privativos y cuáles son gananciales depende de varios factores:
- Elección del régimen matrimonial: En los países en los que eso es posible, los cónyuges pueden elegir el tipo de régimen matrimonial que quieren aplicar a sus bienes, decidiendo hasta qué punto quieren compartir los bienes (o ingresos) que generan por separado.
- Momento en el que se adquirieron los bienes: En ocasiones la diferencia la determina el momento del matrimonio, o el momento en el que el régimen económico matrimonial comienza a tener efecto. Los bienes adquiridos antes de ese momento serían privativos, y los adquiridos posteriormente serían gananciales.
- Procedencia de los bienes: Según la procedencia, puede haber bienes sometidos a un régimen especial. Por ejemplo, los bienes adquiridos por herencia son privativos del cónyuge que los hereda.

## Relevancia
El hecho de que un bien se categorice como privativo tiene una gran relevancia jurídica. Principalmente, los aspectos más importantes acerca de los bienes privativos en comparación con los gananciales son:
- Que, al pertenecer sólo a uno de los cónyuges, éste es el único que puede disponer de ellos. Igualmente, esos bienes no responden, en caso de concurso de acreedores, de las deudas del otro cónyuge, no pudiendo ser embargados.
- Que, en caso de disolución del vínculo matrimonial, estos no están sometidos a la separación de bienes, dado que nunca llegaron a entrar en la comunidad de bienes gananciales.